# Rörmyrtjärnen (Älvsby socken, Norrbotten)
Rörmyrtjärnen är en sjö i Älvsbyns kommun i Norrbotten och ingår i Piteälvens huvudavrinningsområde.